# Ademir
Ademir Marques de Menezes, eller bara Ademir, född 8 november 1922 och död 11 maj 1996, var en brasiliansk fotbollsspelare (anfallare), främst känd som skytteligavinnare i VM 1950 med 8 mål på 6 matcher.
Ademirs smeknamn var "Queixada", betydande "käke" – syftande på just hans kraftiga käkparti.

## Fotbollskarriären

### I klubblaget
Under åren i ligaspelet i hemlandet vann Ademir fem mästerskap med Vasco da Gama och ett med Fluminense FC. På sina 429 matcher med Vasco gjorde han 301 mål med topparna 1949 och 1950 då han vann han skytteligan med 30 respektive 25 gjorda mål.
Ademir spelade för klubbarna Sport Recife (1940–1941), Vasco da Gama (1942–1945), Fluminense FC (1946–1947) och åter Vasco da Gama (1948–1955).

### I landslaget
Ademirs främsta meriter på internationell nivå blev ett silver från VM 1950 där han också blev skyttekung med sina 8 mål och togs ut i turneringens världslag. Förlusten mot Uruguay i finalmatchen (1–2) inför ett fullsatt Estádio do Maracanã (199 854 betalande åskådare) överskuggade dock hans insats. Hemlandet – som varit övertygat om ett första VM-guld – hamnade i ett chocktillstånd då Uruguay överraskande vänt hemmalagets ledning och därmed spelat hem sitt andra VM-guld i historien.  
Nederlaget i finalen tog hårt på Ademir. Det som var tänkt att bli höjdpunkten i karriären, som dittills hade varit full av stora uppvisningar och mål, överskuggades av den depression som landet hamnade i. VM-guldet i Sverige åtta år senare gjorde att brasilianarna kunde lägga Ademir och 1950 års landslag åt sidan, trots det som de ändå hade uträttat på planen.
Under åren 1945–1953 spelade Ademir 39 landskamper för Brasilien och gjorde på dessa 32 mål.

## Utanför planen
Ademir slutade spela fotboll 1956, 34 år gammal. Istället koncentrerade han sig på att jobba som kommentator, coach och affärsman.

## Spelstil
Ademir gjorde sig känd som en bollsäker, dittills oöverträffad dribbler i hög fart. Som centerforward med ett bra skott med bägge fötterna kombinerat med ett enastående målsinne satte han många försvar på prov. Inte minst i landslaget gällde detta där han utgjorde mittdelen i en fruktad trio tillsammans med Jaír och Zizinho.
Just Jaír sa följande om landslagskollegan Ademir: "Han skulle dyka upp på mittfältet och ute på kanten, och hans otroliga snabbhet gjorde honom omöjlig att markera. Och han kunde göra mål på så många olika sätt. Han var en av de största spelarna som Brasilien någonsin har sett."